# Siegendorf
Siegendorf (węg. Cinfalva, burg.-chor. Cindrof) – gmina targowa (Marktgemeinde) w Austrii, w kraju związkowym Burgenland, w powiecie Eisenstadt-Umgebung. Według Austriackiego Urzędu Statystycznego liczyła 2,95 tys. mieszkańców (1 stycznia 2014).